# Nikolay Petrovich Fyodorov
Nikolay Petrovich Fyodorov (tiếng Nga: Николай Петрович Фёдоров; 1915-1944) là một Thiếu tá Hồng quân Liên Xô, chỉ huy đội du kích trinh sát và phá hoại hoạt động trên lãnh thổ của Volyn và Ba Lan bị Đức Quốc xã chiếm đóng. Ông được nhà nước Liên Xô truy tặng danh hiệu Anh hùng Liên Xô năm 1944.

## Tiểu sử
Ông sinh ngày 15 tháng 6 năm 1915 tại làng Kayvaksa, hiện thuộc vùng Tikhvin thuộc vùng Leningrad, trong một gia đình nông dân Nga. Ông từng học và tốt nghiệp đến lớp 7, một học lực khá cao đối với nông dân Nga bấy giờ.
Ông tham gia Hồng Quân từ năm 1933. Năm 1936, ông tốt nghiệp trường pháo binh Leningrad. Ông học tại Học viện quân sự mang tên M.V. Frunze. Thành viên của CPSU (b) từ năm 1938.
Ông tham chiến trong Chiến tranh Xô-Đức từ năm 1941. Ông tham gia bảo vệ Moskva trong biên chế Tập đoàn quân 5 thuộc Phương diện quân Tây. Tuy nhiên, hầu hết hoạt động của ông trong chiến tranh là các hoạt động tình báo phía sau hậu phương của đối phương.
Từ năm 1943, Fedorov là phó chỉ huy đội du kích trinh sát và phá hoại "Chú Dima", hoạt động ở khu vực Minsk, với bí danh Kolokol. Ông tích cực tham gia vào việc chuẩn bị kế hoạch ám sát Tổng ủy viên Belarus của Đức, Wilhelm Kube.
Kể từ tháng 1 năm 1944, ông là chỉ huy một toán biệt kích hoạt động trong khu vực của các thành phố của Kovel, Volodymyr-Volynskyi và Chełm (Ba Lan). Ngày 17 tháng 4 năm 1944, ông tử trận tại khu vực nông trại Wojsławice gần thị trấn Chełm, khi đang thực hiện nhiệm vụ chặn hậu cho đơn vị hộ tống dân làng thoát khỏi bị quân Đức tàn sát. Ngày 21 tháng 11 năm 1944, Thiếu tá Nikolay Petrovich Fyodorov được Đoàn Chủ tịch Xô viết Tối cao Liên Xô truy tặng danh hiệu Anh hùng Liên bang Xô viết. 

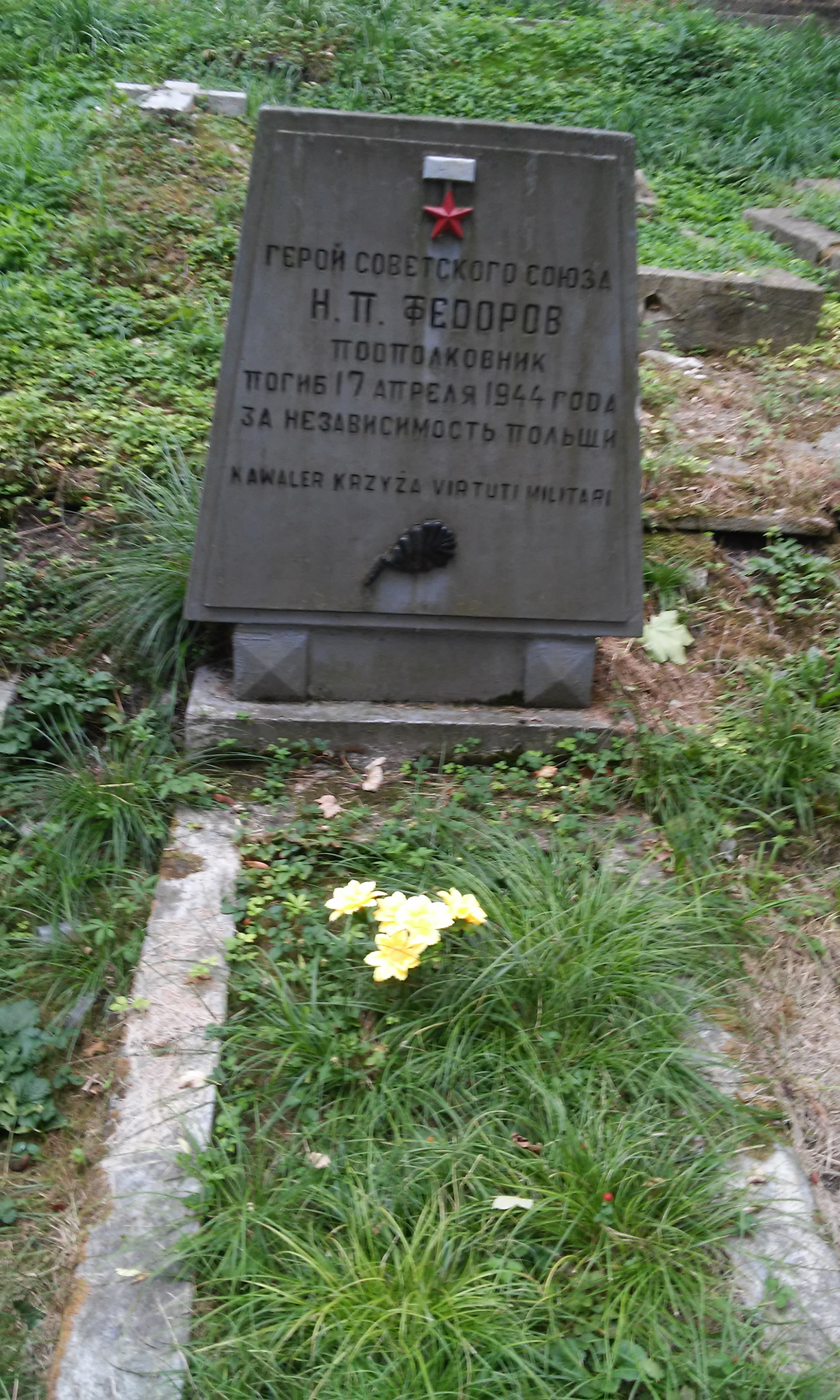
Phần mộ của Fyodorov tại Chelm

Ông được chôn cất tại thành phố Chełm (Ba Lan).

## Ký ức
N.P. Fedorov đặt tên trường trung học số 1 tại thành phố Tikhvin. Các tấm bảng tên được lắp tại làng Kaivaksa và trên tòa nhà của trường Tikhvin số 1.
Hoạt động ám sát Tổng ủy viên của Belarus Wilhelm Kube đã được hãng Mosfilm dựng thành bộ phim truyện "Đồng hồ dừng lại lúc nửa đêm" năm 1958.

## Giải thưởng
- Danh hiệu Anh hùng Liên Xô và Huân chương Sao vàng số 1208 (ngày 21 tháng 11 năm 1944, truy tặng);
- 2 Huân chương Lenin (1943, ngày 21 tháng 11 năm 1944);
- Huân chương Sao đỏ.

## Văn học
- Герои Советского Союза: Краткий биографический словарь / Trước đó chủ biên trường đại học I. N. Shkadov.   - M.: Xuất bản quân sự, 1988.   - T   Tình yêu - Hộp.   - 863   s   - 100.000 bản.   - SỐ 5-203-00536-2.
- Petrukhin V.S. Trên bờ sông Danube. M., 1974.